# Chiesa di San Rocco (Frattamaggiore)
La chiesa di San Rocco è un luogo di culto cattolico del comune italiano di Frattamaggiore nella città metropolitana di Napoli.
Fu fondata a recupero dell'antica cappella medievale di Santa Giuliana co-patrona di Frattamaggiore, situata alle propaggini campagnole del paese, sul percorso dell'antico acquedotto che da Arcopinto portava ad Atella. Essa recuperò anche la tradizione della Congrega plateare dell'Arco che nel XVIII secolo aveva formato quella di San Rocco come suo ramo giovanile.
Alla sua storia è legata la cura delle anime dei funari di piazza Miseno.
La struttura architettonica circolare della chiesa richiama la forma del Pantheon di Roma e quella della basilica di San Francesco di Paola di Napoli.